# GHC Tag Team Championship
Le GHC Tag Team Championship est le titre de catch professionnel par équipe de la fédération japonaise Pro Wrestling Noah. Il a été créé en octobre 2001 quand Vader et Scorpio battent Jun Akiyama et Akitoshi Saito en finale d'un tournoi pour les titres par équipe de la Pro Wrestling Noah.
À ce jour, les titres ont connu 68 règnes pour 54 équipes championnes.

## Statistiques
| Record                                   | Champion(s)                   | Chiffre   |
| ---------------------------------------- | ----------------------------- | --------- |
| Le plus grand nombre de règnes en équipe | Toutes les équipes            | 1         |
| Le plus grand nombre de règnes en solo   | Naomichi Marufuji             | 8         |
| Le règne le plus long                    | Bison Smith et Akitoshi Saito | 486 jours |
| Le règne le plus court                   | D'Lo Brown & Buchanan         | 7 jours   |
| Le catcheur le plus âgé                  | Akitoshi Saito                | 52 ans    |
| Le catcheur le plus jeune                | Kaito Kiyomiya                | 21 ans    |

## Historiques des règnes
| #  | Équipe                                                                 | Règne | Durée     | Date              | Lieu                  | Événement                                                      | Notes |
| -- | ---------------------------------------------------------------------- | ----- | --------- | ----------------- | --------------------- | -------------------------------------------------------------- | --- |
| 1  | Scorpio et Vader                                                       | 1er   | 42 jours  | 19 octobre 2001   | Yokohama, Japon       | Tug of War 2001 - Day 10                                       | En battant Jun Akiyama et Akitoshi Saito en finale du tournoi inaugural.                                                                  |
| 2  | Mitsuharu Misawa et Yoshinari Ogawa                                    | 1er   | 9 jours   | 30 novembre 2001  | Sapporo, Japon        | Ragin Ocean 2001 - Day 8                                       | |
| 3  | No Fear (Takao Omori et Yoshihiro Takayama)                            | 1er   | 70 jours  | 9 décembre 2001   | Tokyo, Japon          | Navigation in Raging Ocean 2002 - Day 14                       | [ 2 ] |
| 4  | Wild II (Takeshi Morishima et Takeshi Rikio)                           | 1er   | 218 jours | 17 février 2002   | Tokyo, Japon          | Navigate for Evolution 2002 - Day 10                           | [ 3 ] |
| 5  | Jun Akiyama et Akitoshi Saito                                          | 1er   | 256 jours | 23 septembre 2002 | Tokyo, Japon          | Great Voyage 2002                                              | [ 4 ] |
| 6  | Tamon Honda et Kenta Kobashi                                           | 1er   | 177 jours | 6 juin 2003       | Tokyo, Japon          | Navigation with Breeze 2003 - Day 17                           | , |
| 7  | Yūji Nagata et Hiroshi Tanahashi                                       | 1er   | 41 jours  | 30 novembre 2003  | Sapporo, Japon        | Navigation, Uprising Spirit 2004 - Day 11                      | [ 7 ] |
| 8  | Mitsuharu Misawa et Yoshinari Ogawa                                    | 2e    | 379 jours | 10 janvier 2004   | Tokyo, Japon          | Great Voyage 2004                                              | [ 8 ] |
| 9  | Scorpio (2e) et Doug Williams                                          | 1er   | 146 jours | 23 janvier 2005   | Kobe, Japon           | The First Navigation 2005 - Day 9                              | [ 9 ] |
| 10 | Naomichi Marufuji et Minoru Suzuki                                     | 1er   | 132 jours | 18 juin 2005      | Morecambe, Angleterre | Frontier Wrestling Alliance's NOAH Limits                      | [ 10 ] |
| 11 | Takeshi Morishima (2e) et Muhammad Yone                                | 1er   | 219 jours | 28 octobre 2005   | Osaka, Japon          | Autumn Navigation 2006 - Day 14                                | [ 11 ] |
| 12 | Tamon Honda et Kenta Kobashi                                           | 2e    | 113 jours | 4 juin 2006       | Sapporo, Japon        | Northern Navigation 2006 - Day 12                              | [ 12 ] |
| -  | VACANT                                                                 |       |           | 25 septembre 2006 |                       |                                                                | Le Titre est vacant en raison d'un cancer de Kobashi.                                                                                     |
| 13 | Takeshi Morishima (3e) et Muhammad Yone                                | 2e    | 120 jours | 2 décembre 2006   | Yokohama, Japon       | Winter Navigation 2006                                         | [ 13 ] |
| 14 | Jun Akiyama (2e) et Takeshi Rikio (2e)                                 | 1er   | 165 jours | 1er avril 2007    | Tokyo, Japon          | Spring Navigation 2007 - Day 1                                 | [ 14 ] |
| -  | VACANT                                                                 |       |           | 13 septembre 2007 |                       |                                                                | Le Titre est vacant en raison d'une blessure au cou de Rikio.                                                                             |
| 15 | RO&D (D'Lo Brown et Buchanan)                                          | 1er   | 7 jours   | 1er avril 2007    | Kurume, Japon         | Autumn Navigation 2007 - Day 8                                 | |
| 16 | Team Ikko (Naomichi Marufuji (2e) et Takashi Sugiura)                  | 1er   | 209 jours | 27 octobre 2007   | Tokyo, Japon          | Autumn Navigation 2007 - Day 12                                | [ 15 ] |
| 17 | Akitoshi Saito (2e) et Bison Smith                                     | 1er   | 486 jours | 23 mai 2008       | Nagoya, Japon         | NOAH Northern Navigation 2008 - Day 5                          | |
| 18 | Takeshi Morishima (4e) et Kensuke Sasaki                               | 1er   | 76 jours  | 21 septembre 2009 | Niigata, Japon        | Exceeding Our Dreams 2009 - Day 5                              | |
| 19 | Disobey (Takeshi Rikio (3e) et Muhammad Yone (3e)                      | 1er   | 129 jours | 6 décembre 2009   | Tokyo, Japon          | Winter Navigation 2009 - Day 10                                | |
| 20 | Bison Smith (2e) et Keith Walker                                       | 1er   | 149 jours | 14 avril 2010     | Osaka, Japon          | Spring Navigation 2010 - Day 4                                 | |
| -  | VACANT                                                                 |       |           | 10 septembre 2010 |                       |                                                                | |
| 21 | Takuma Sano et Yoshihiro Takayama (2e)                                 | 1er   | 273 jours | 18 septembre 2010 | Osaka, Japon          | Shiny Navigation 2010 - Day 5                                  | |
| 22 | Bad Intentions (Karl Anderson et Giant Bernard)                        | 1er   | 273 jours | 18 juin 2011      | Osaka, Japon          | Dominion 6.18                                                  | Match qui mettait également en jeu les IWGP Tag Team Championship.                                                                        |
| 23 | S.A.T (Jun Akiyama (3e) et Akitoshi Saito (3e)                         | 2e    | 182 jours | 22 janvier 2012   | Osaka, Japon          | Great Voyage In Osaka 2012                                     | |
| 24 | Samoa Joe et Magnus                                                    | 1er   | 78 jours  | 22 juillet 2012   | Ryōgoku, Japon        | Great Voyage 2012 In Ryogoku                                   | , |
| 25 | No Mercy (KENTA et Maybach Taniguchi)                                  | 1er   | 18 jours  | 8 octobre 2012    | Yokohama, Japon       | Autumn Navigation 2012                                         | [ 19 ] |
| 26 | S.A.T (Akitoshi Saito (4e) et Gō Shiozaki)                             | 1er   | 44 jours  | 26 octobre 2012   | Niigata, Japon        | Autumn Navigation 2012 - Day 5                                 | [ 20 ] |
| 27 | Brave (Naomichi Marufuji (3e) et Takashi Sugiura (2e)                  | 1er   | 91 jours  | 9 décembre 2012   | Ryōgoku, Japon        | The Great Voyage In Ryogoku 2012 Vol. 2                        | |
| 28 | Chaos (Takashi Iizuka et Toru Yano)                                    | 1er   | 119 jours | 10 mars 2013      | Yokohama, Japon       | Great Voyage 2013 In Yokohama                                  | [ 21 ] |
| 29 | TMDK (Shane Haste et Mikey Nicholls)                                   | 1er   | 202 jours | 7 juillet 2013    | Tokyo, Japon          | Great Voyage 2013 In Tokyo                                     | [ 22 ] |
| 30 | Choukibou-gun (Takeshi Morishima (5e) et Maybach Taniguchi (2e)        | 1er   | 126 jours | 25 janvier 2014   | Osaka, Japon          | The First Navigation 2014 - Day 11                             | , |
| 31 | Dangan Yankies (Takashi Sugiura (3e) et Masato Tanaka)                 | 1er   | 224 jours | 31 mai 2014       | Osaka, Japon          | Navigation with Breeze 2014 - Day 4                            | [ 25 ] |
| 32 | TMDK (Shane Haste et Mikey Nicholls)                                   | 2e    | 32 jours  | 10 janvier 2015   | Tokyo, Japon          | New Year Navigation 2015                                       | [ 26 ] |
| 33 | Killer Elite Squad (Lance Archer et Davey Boy Smith, Jr.)              | 1er   | 472 jours | 11 février 2015   | Nagoya, Japon         | Great Voyage 2015 in Nagoya                                    | [ 27 ] |
| 34 | Naomichi Marufuji (4e) et Toru Yano (2e)                               | 1er   | 179 jours | 28 mai 2016       | Osaka, Japon          | Great Voyage 2016 in Osaka                                     | [ 28 ] |
| 35 | Killer Elite Squad (Lance Archer et Davey Boy Smith, Jr.)              | 2e    | 10 jours  | 23 novembre 2016  | Tokyo, Japon          | Global League-sen 2016                                         | [ 29 ] |
| 36 | Gō Shiozaki (2e) et Maybach Taniguchi (3e)                             | 1er   | 49 jours  | 3 décembre 2016   | Tokyo, Japon          | One Night Cruise 2016 in Differ                                | [ 30 ] |
| 37 | Kenoh et Masa Kitamiya                                                 | 1er   | 34 jours  | 21 janvier 2017   | Osaka, Japon          | The First Navig. 2017                                          | , |
| -  | VACANT                                                                 |       |           | 24 février 2017   |                       |                                                                | Kenoh trahi Masa Kitamiya et forme une alliance avec Takashi Sugiura, rendant les titres vacants.                                         |
| 38 | Kenoh (2e) et Takashi Sugiura (4e)                                     | 1er   | 33 jours  | 12 mars 2017      | Yokohama, Japon       | Great Voyage 2017 in Yokohama                                  | Battent Muhammad Yone et Masa Kitamiya et remportent les titres vacants,.                                                                 |
| 39 | Naomichi Marufuji (5e) et Maybach Taniguchi (4e)                       | 1er   | 134 jours | 14 avril 2017     | Tokyo, Japon          | Countdown To GTL                                               | . |
| 40 | Atsushi Kotoge et Gō Shiozaki (3e)                                     | 1er   | 36 jours  | 26 août 2017      | Tokyo, Japon          | Summer Navig. 2017 Vol. 2                                      | . |
| 41 | 50 Funky Powers (Muhammad Yone (4e) et Quiet Storm)                    | 1er   | 161 jours | 1 octobre 2017    | Yokohama, Japon       | Great Voyage 2017 in Yokohama Vol. 2                           | . |
| 42 | The Aggression (Masa Kitamiya (2e) et Katsuhiko Nakajima)              | 1er   | 49 jours  | 11 mars 2018      | Yokohama, Japon       | Great Voyage 2018 in Yokohama                                  | . |
| 43 | GO-KAI (Kaito Kiyomiya et Gō Shiozaki (4e)                             | 1er   | 30 jours  | 11 mars 2018      | Yokohama, Japon       | Great Voyage 2018 in Niigata                                   | . |
| 44 | The Aggression (Masa Kitamiya (3e) et Katsuhiko Nakajima (2e)          | 2e    | 60 jours  | 29 mai 2018       | Yokohama, Japon       | Navigation with Breeze 2018                                    | . |
| 45 | Naomichi Marufuji (6e) et Akitoshi Saito (5e)                          | 1er   | 123 jours | 28 juillet 2018   | Tokyo, Japon          | 12th Global Jr. Heavyweight Tag League                         | . |
| -  | VACANT                                                                 |       |           | 28 novembre 2018  |                       |                                                                | Rendu vacant à la suite d'une blessure à l'épaule de Naomichi Marufuji.                                                                   |
| 46 | Katsuhiko Nakajima (3e) et Gō Shiozaki (5e)                            | 1er   | 9 jours   | Tokyo, Japon      | 7 décembre 2018       | Winter Navigation                                              | Battent Kenoh et Masa Kitamiya en finale d'un tournoi pour remporter les titres vacants.                                                  |
| 47 | The Hooligans (Yuji Hino et Maybach Taniguchi (5e)                     | 1er   | 47 jours  | Yokohama, Japon   | 16 décembre 2018      | Great Voyage in Yokohama Vol. 2                                | . |
| 48 | 50 Funky Powers (Quiet Storm (2e) et Muhammad Yone (5e)                | 2e    | 23 jours  | Tokyo, Japon      | 1 février 2019        | Navigation for the Future 2019                                 | |
| 49 | AXIZ (Katsuhiko Nakajima (4e) et Gō Shiozaki (6e)                      | 2e    | 109 jours | Tokyo, Japon      | 24 février 2019       | Navigation for the Progress 2019                               | |
| 50 | Sugiura-gun (Kazma Sakamoto et Takashi Sugiura (5e)                    | 1er   | 14 jours  | Osaka, Japon      | 13 juin 2019          | Global Junior Tag League 2019                                  | . |
| 51 | AXIZ (Katsuhiko Nakajima (5e) et Gō Shiozaki (7e)                      | 3e    | 192 jours | Tokyo, Japon      | 27 juin 2019          | Global Junior League 2019                                      | |
| 52 | Naomichi Marufuji (7e) et Masaaki Mochizuki                            | 1er   | 105 jours | Tokyo, Japon      | 5 janvier 2020        | Reboot                                                         | ,. |
| 53 | Sugiura-gun (René Duprée et El Hijo de Dr. Wagner Jr.)                 | 1er   | 0 jour    | Tokyo, Japon      | 19 avril 2020         | Noah the Spirit                                                | ,. |
| -  | VACANT                                                                 |       |           | 10 août 2020      |                       |                                                                | Rendu vacant à la suite des restrictions de voyage dues à la pandémie de COVID-19.                                                        |
| 54 | Sugiura-gun (Kazushi Sakuraba et Takashi Sugiura (6e)                  | 1er   | 189 jours | Kawasaki, Japon   | 30 août 2020          | KAWASAKI, GO! 2020                                             | Battent AXIZ pour remporter les titres vacants.                                                                                           |
| 55 | The Aggression / KONGOH (Masa Kitamiya (4e) et Katsuhiko Nakajima (6e) | 3e    | 85 jours  | Yokohama, Japon   | 7 mars 2021           | Great Voyage in Yokohama                                       | ,. |
| -  | VACANT                                                                 |       |           | 31 mai 2021       |                       |                                                                | Rendu vacant à la trahison de Masa Kitamiya envers Katsuhiko Nakajima,.                                                                   |
| 56 | Masa Kitamiya et Kaito Kiyomiya                                        | 1er   | 114 jours | Tokyo, Japon      | 22 juillet 2021       | NOAH Up To Emotion 2021 Day 4                                  | Ils battent KONGOH (Katsuhiko Nakajima et Manabu Soya) pour remporter les titres vacants,.                                                |
| 57 | M's Alliance (Naomichi Marufuji (8e) et Keiji Mutō)                    | 1er   | 87 jours  | Yokohama, Japon   | 13 novembre 2021      | NOAH Demolition Stage 2021 In Yokohama                         | . |
| -  | VACANT                                                                 |       |           | 8 février 2022    |                       |                                                                | Rendu vacant à la suite d'une blessure à la hanche gauche de Keiji Mutō.                                                                  |
| 58 | Sugiura-gun (Takashi Sugiura (7e) et Hideki Suzuki)                    | 1er   | 52 jours  | Yokohama, Japon   | 13 mars 2022          | Great Voyage In Yokohama 2022                                  | Ils participent à un tournoi pour déterminer les nouveaux Champions qu'ils remportent en battant Daiki Inaba et Kaito Kiyomiya en finale. |
| 59 | Sugiura-gun/Les Mexicanas (René Duprée et El Hijo de Dr. Wagner Jr.)   | 2e    | 17 jours  | Tokyo, Japon      | 4 mai 2022            | Dream On 2022                                                  | ,. |
| 60 | Michael Elgin et Masa Kitamiya (6e)                                    | 1er   | 53 jours  | Tokyo, Japon      | 21 mai 2022           | Dream On 2022 Final                                            | . |
| -  | VACANT                                                                 |       |           | 13 Juillet 2022   |                       |                                                                | Rendu vacant car Michael Elgin ne pouvait être présent pour la défense de titre.                                                          |
| 61 | Sugiura-gun (Hideki Suzuki (2e) et Timothy Thatcher)                   | 1er   | 71 jours  | Tokyo, Japon      | 16 juillet 2022       | Destination 2022                                               | Ils battent Masa Kitamiya et Yoshiki Inamura pour remporter les titres vacants.                                                           |
| 62 | Satoshi Kojima et Takashi Sugiura (8e)                                 | 1er   | 140 jours | Tokyo, Japon      | 25 septembre 2022     | Grand Ship In Nagoya - Pro-Wrestling Love Forever 2 "Outbreak" | . |
| 63 | Daiki Inaba et Masa Kitamiya (7e)                                      | 1er   | 63 jours  | Tokyo, Japon      | 12 février 2023       | Great Voyage In Osaka                                          | . |
| 64 | Takashi Sugiura (9e) et Shuhei Taniguchi (6e)                          | 1er   | 18 jours  | Sendai, Japon     | 16 avril 2023         | Green Journey In Sendai 2023                                   | . |
| 65 | Real (Saxon Huxley (en) et Timothy Thatcher (2e)                       | 1er   | 143 jours | Tokyo, Japon      | 4 mai 2023            | Majestic 2023                                                  | . |
| 66 | Good Looking Guys (Anthony Greene et Jack Morris)                      | 1er   | 266 jours | Tokyo, Japon      | 24 septembre 2023     | Grand Ship In Nagoya 2023                                      | . |
| 67 | Naomichi Marufuji (9e) et Takashi Sugiura (10e)                        | 3e    | 199 jours | Yokohama          | 16 juin 2024          | Grand Ship 2024 In Yokohama                                    | [ 70 ] |
| 68 | Team 2000X (Jack Morris (2e) et Omos)                                  | 1er   | 72 jours  | Tokyo             | 1er janvier 2025      | The New Year 2025                                              | [ 71 ] |